# Quelle vie !

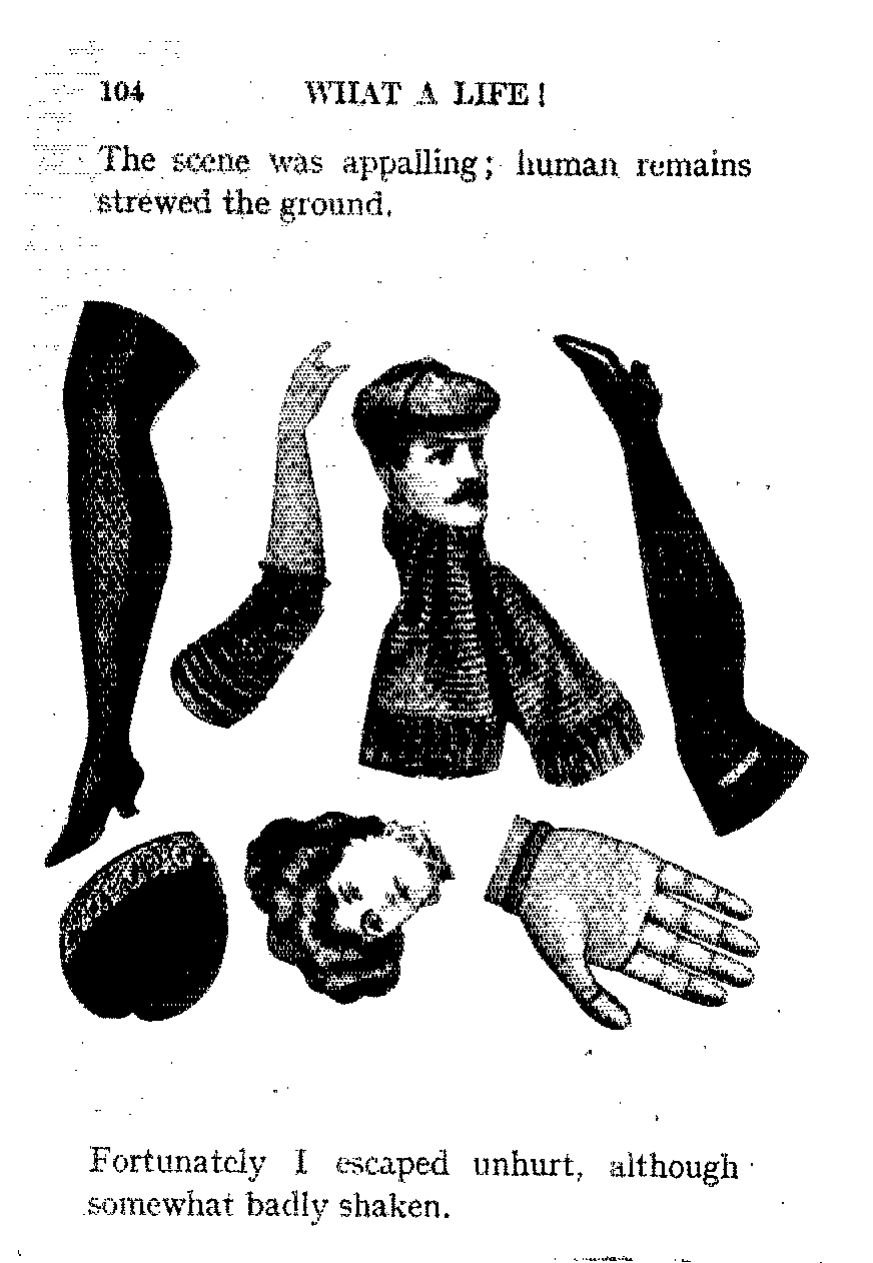
Extrait de la version originale de What a life ! (page 104)

Quelle vie ! (What A Life !) est un roman-collage publié en 1911 et signé E.V.L et G.M., à savoir l'écrivain E. V. Lucas et l'illustrateur George Morrow (en). Illustré de 200 images tirées du catalogue des magasins londoniens Whiteley, il raconte la vie d’un gentleman anglais depuis sa naissance jusqu'à son accession à l'aristocratie : un récit rythmé par les événements imaginés par E.V. Lucas et les objets découpés par G. Morrow dans les catalogues.
Précédant de dix ans les premières réalisations de Max Ernst, il est généralement reconnu comme le premier livre de collages jamais publié. Il figura dans l'exposition du MoMA « Fantastic Art, Dada, and Surrealism », en 1936.

## Réception critique
« Cet ouvrage ne semble avoir eu aucun retentissement, bien qu’il présente cette remarquable particularité d’être – tant par les images que par le texte qu’elles commentent – une des premières manifestations de l’esprit dit “moderne”. »
Raymond Queneau, Bâtons, chiffres et lettres (Folio, Gallimard).

## Éditions
- Édition anglaise originale : What A Life!,  E. V. L. & G. M., Methuen, 1911.
- Édition en français : Quelle vie !,  E. V. L. et G. M., Editions Prairial, 2015.